# Hebe masoniae
Hebe masoniae là một loài thực vật có hoa trong họ Mã đề. Loài này được (L.B. Moore) Garn.-Jones mô tả khoa học đầu tiên năm 1993.